# یورن دونر
یورن دونر (سوئدی: Jörn Donner؛ زادهٔ ۵ فوریهٔ ۱۹۳۳ – درگذشته ۳۰ ژانویه ۲۰۲۰) کارگردان فیلم، سیاستمدار، تهیه‌کننده فیلم، روزنامه‌نگار و دیپلمات سوئدی‌زبانِ اهل فنلاند بود. وی بنیان‌گذار «بایگانی فیلم فنلاند» است.
از فیلم‌هایی که او در آنها نقش داشته‌است، می‌توان به تهیهٔ فیلم فانی و الکساندر اشاره کرد که برندهٔ جایزه اسکار بهترین فیلم بین‌المللی شد. وی همچنین تهیه‌کنندهٔ فیلم تابو و خانه در شب بود.